# خوسيه بابلو كانتيلو
خوسيه بابلو كانتيلو (بالإنجليزية: Jose Pablo Cantillo)‏ مواليد 30 مارس 1979 في ويسكونسن، الولايات المتحدة، هو ممثل أمريكي بدأ مسيرته الفنية عام 2003.

## الأعمال
- عامل نظافة
- اضطراب
- إیلیزیم
- شاباي
- القانون والنظام: الوحدة الخاصة للضحايا
- إي آر
- سي إس آي: ميامي
- عبر جوردان
- بونز
- عين مركبة

## وصلات خارجية
- خوسيه بابلو كانتيلو على موقع IMDb (الإنجليزية)
- خوسيه بابلو كانتيلو على موقع ألو سيني (الفرنسية)
- خوسيه بابلو كانتيلو على موقع أول موفي (الإنجليزية)
- خوسيه بابلو كانتيلو على موقع قاعدة بيانات الأفلام السويدية (السويدية)
- خوسيه بابلو كانتيلو على موقع قاعدة بيانات الفيلم (الإنجليزية)
- خوسيه بابلو كانتيلو على موقع كينوبويسك (الروسية)